# Meerenbach (Walensee)
Der Meerenbach ist ein sechs Kilometer langer Bach im Schweizer Kanton Glarus, der bei Mühlehorn (Gemeinde Glarus Nord) in den Walensee mündet. Er ist ein steiles, grosses Fliessgewässer der montanen, karbonatischen Alpennordflanke.

## Geographie

### Verlauf

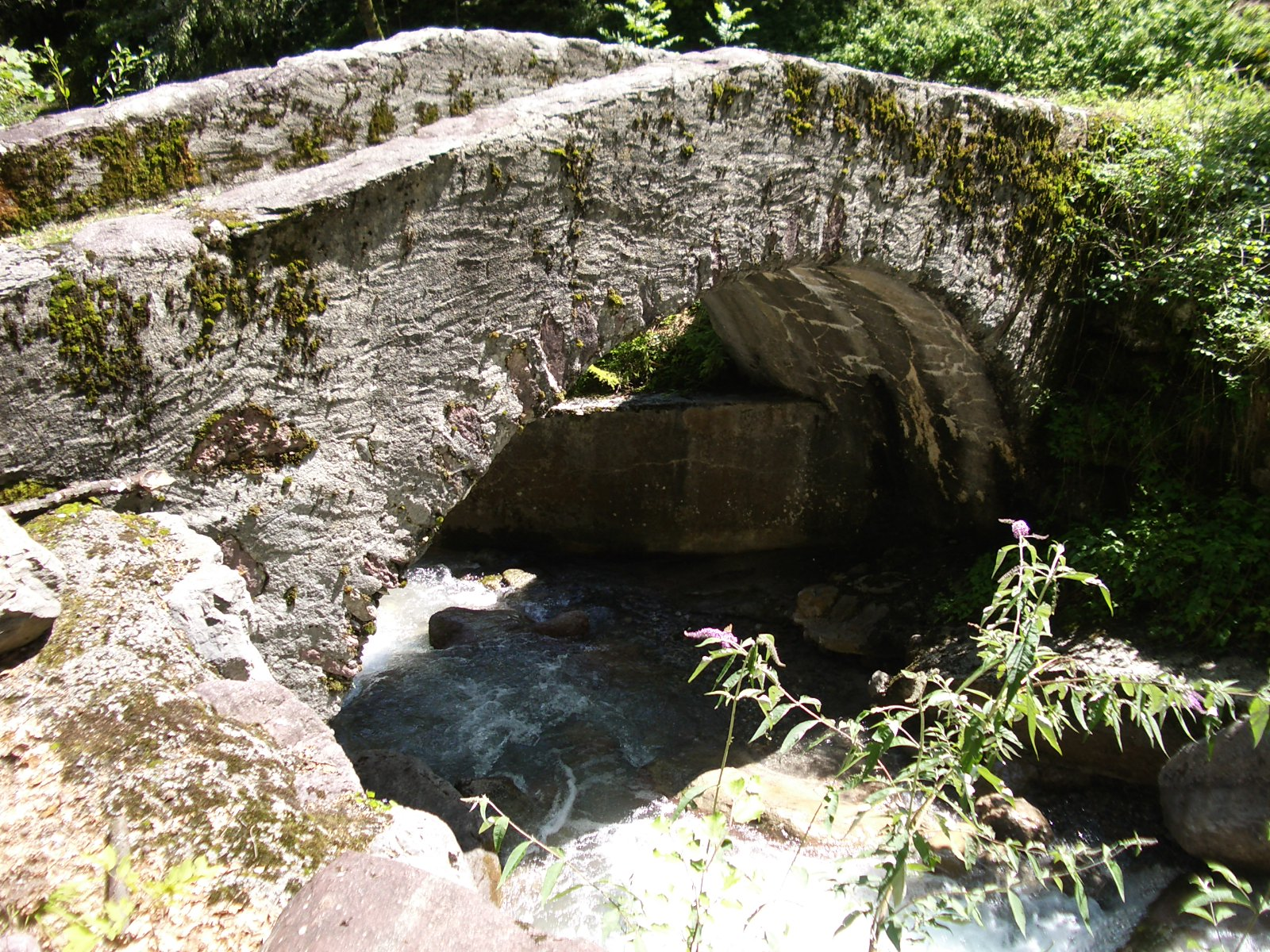
Bach und Sagenbrücke

Der Meerenbach entspringt auf etwa 1803 m ü. M. im Gebiet der Meerenalp unterhalb des Bärenbodenchamms zwischen dem Ruchen und dem Alpbigligenstöckli an der Grenze zum Kanton St. Gallen. Nach kurzem Lauf wendet er sich nach Norden und durchquert den Meerenboden (1510 m ü. M.) bevor er die Baumgrenze erreicht. Vor der Sagenbrücke (auch Sagenbrugg) nimmt er den Bach Türlisruus auf. Ein weiterer Zufluss ist der Brunnenruus. Vor dem Oberdorf von Mühlehorn tritt der Bach in das Bachtobel ein. Ein Abzweig erreicht auf etwa 460 m ü. M. die «Alte Hammerschmiede», deren Wasserrad er antreibt. Auf etwa 455 m ü. M. lag die grosse Walzmühle. Über mehrere Überfallwehre steigt der Meerenbach im Ort bis zu seiner Mündung ab. Er passiert das heutige Gasthaus «Mühle» auf 439 m ü. M., bevor er auf 419 m ü. M. ins Südufer des Walensees mündet.

### Einzugsgebiet
Das nahezu neun km² grosse Einzugsgebiet des Meerenbachs liegt in den Glarner Alpen und wird durch ihn über die Linth, die Limmat, die Aare und den Rhein zur Nordsee entwässert.
Seine mittlere Höhe des beträgt 1379 m ü. M., die minimale liegt bei 421 m ü. M. und die maximale bei 2367 m ü. M. Es besteht zu 41,7 % aus bestockter Fläche, zu 32,9 % aus Landwirtschaftsfläche, zu 1,9 % aus Siedlungsflächen und zu 23,5 % aus unproduktiven Flächen.
Flächenverteilung

### Zuflüsse
- Türlisruus (rechts)
- Brunnenruus (rechts)

## Geschichte
Der Meerenbach bildete im Walensee einen Schwemmkegel aus, der «Horn» genannt wird. Die Lage der ersten namengebenden Wassermühle ist unbekannt. Hans Chamm wird 1575 als Mühlenbesitzer urkundlich erwähnt. Am Standort des heutigen Gasthauses «Mühle» betrieb Georg Heussi gegen Ende des 17. Jahrhunderts eine Mühle. Die Hammerschmiede wurde 1778 von Johann Peter Heussi am Transportweg des Sarganser Eisens nach Zürich errichtet. Ab der Mitte des 19. Jahrhunderts wurde dort zusätzlich eine Zigerreibe betrieben. Der Bach lieferte ab 1800 Wasserkraft für zahlreiche Mühlen, Sägen und Schmieden. Das Gasthaus «Mühle» wurde 1831 als Wohnhaus mit angebauter Backstube und Mühle erwähnt. Seine Vorgeschichte als vermutlicher Standort einer älteren Mühle ist unbekannt. Besitzer war 1843 der Metzger und Ratsherr Georg Heussi, der die «Mühli» kurz danach zu einem Gasthaus umbauen liess. Seine Erben stellten den Betrieb der Mühle 1866 ein.
Die Brüder Heussi gründeten 1858 einen Mühlbetrieb und errichteten eine neue «Mühle» auf dem Horn. Sie wurde jedoch vom Meerenbach unterspült und versank in den 1870er-Jahren im See. Im Jahr 1877 errichteten sie jenseits der Hammerschmiede am Meerenbach eine grosse Walzmühle, die bis 1895 zu einem sechsstöckigen Bauwerk erweitert wurde. Diese brannte 1907 aus und wurde neun Monate später wiedereröffnet. Die Mühle wurde 1973 stillgelegt und als Lager- und Silogeschäft weitergeführt. Ein Grossbrand zerstörte 1980 den Komplex bis auf die Grundmauern. Als letzte Mühle im Ort wird die «Alte Hammerschmiede» nach einer Restaurierung seit 1971 als Kunstschmiede weiterbetrieben.

## Belege
1. 1 2 3 4  Geoserver der Schweizer Bundesverwaltung (Hinweise)
2. ↑  Fliessgewässertypisierung der Schweiz: Gewässertyp Nr.28
3. ↑  Topographische Einzugsgebiete Schweizer Gewässer: Meerenbach
4. ↑  Andreas Bräm: Lage  und Name. In: Glarus Nord. Bern 2017. S. 401.
5. 1 2  Andreas Bräm: Dorf [Mühlehorn]. In: Glarus Nord. Bern 2017. S. 406.
6. 1 2  Andreas Bräm: Alte Hammerschmiede, Hammerschmiedeweg 7. In: Glarus Nord. Bern 2017. S. 423.
7. ↑  Andreas Bräm: Gasthaus Mühle, Dorfstrasse 32. In: Glarus Nord. Bern 2017. S. 411.
8. ↑  Mühlehorn, Übersicht. In: Rolf von Arx, Jürg Davatz, August Rohr: Industriekultur im Kanton Glarus. Streifzüge durch 250 Jahre Geschichte und Architektur. Südostschweiz-Buchverlag, Zürich 2005, ISBN 978-3-905688-04-7. Text:  S. 273–274.